# Lianna
Lianna és una pel·lícula dramàtica estatunidenca de 1983 escrita i dirigida per John Sayles i protagonitzada per Linda Griffiths, Jane Hallaren, i Jon DeVries.

## Argument
Lianna està casada amb un professor universitari de cinema i mitjans de comunicació en una universitat d'una ciutat mitjana de Nova Jersey i té dos fills. Per tal de donar al seu marit la major llibertat que vol i abordar el seu avorriment, ella pren una classe de psicologia infantil amb la seva amiga, Sandy.
Cada cop més implicada a la classe, s'adona que està enamorada de la instructora, la Ruth. La Ruth convida a la Lianna a sopar a casa i parlen fins a la nit, la Lianna explica que era una estudiant de grau i es va casar amb el seu professor. Finalment comencen una aventura, complicada per la relació del marit de Lianna amb una estudiant. La Lianna expressa el seu interès a deixar el seu marit per la Ruth, però la Ruth es gira i li adverteix que viure amb una altra dona posaria en perill la seva carrera i que té parella a una altra ciutat.
La Lianna deixa el seu marit després d'una lluita per viure sola per primera vegada en anys. Visita un bar lde esbianes i intenta connectar-se amb altres lesbianes a través d'afers per explorar la seva nova identitat. La pel·lícula explora la seva solitud, les seves relacions canviants amb els seus fills i la seva nova relació amb Sandy, que al principi està sorprès per les revelacions de la Lianna, però a poc a poc comença a acceptar-la i donar-hi suport. La Lianna també aconsegueix una feina com a caixera de supermercat.
La Ruth deixa la ciutat i la vida de la Lianna a Califòrnia per a un altre treball docent. Tot i que ara estan soles, la Lianna i la Sandy es reconcilien a l'escena final que reflecteix l'escena inicial de Lianna i Sandy parlant en un parc infantil.

## Repartiment
- Linda Griffiths com a Lianna
- Jane Hallaren com a Ruth
- Jon DeVries com a Dick
- Jo Henderson com a Sandy
- Jessica MacDonald com a Theda
- Jesse Solomon com a Spencer
- John Sayles com a Jerry
- Stephen Mendillo com a Bob
- Betsy Julia Robinson com a Cindy
- Nancy Mette com a Kim
- Maggie Renzi com a Sheila
- Madelyn Coleman com a senyora Hennessy
- Chris Elliott com a assistent d'il·luminació
- Rochelle Oliver com a Betty

## Recepció

### Resposta crítica
El personal de la revista Variety va donar una crítica positiva a la pel·lícula i va escriure: "John Sayles torna a utilitzar una intel·ligència aguda i una oïda ben afinada per abordar la naturalesa de l'amistat i l'amor a Lianna". Van elogiar especialment l'actuació i les reaccions dels personatges secundaris a la relació lèsbica de Lianna.
A la seva ressenya del New York Times, Vincent Canby va escriure: "Tot i que els mètodes del Sr. Sayles són antidramàtics, la pel·lícula està plena d'un tipus de desesperació de classe mitjana que poques vegades arriba a les pel·lícules, on les emocions són generalment més grans que la vida. Lianna mai és avorrida, però està tan afinada que s'ha de prestar atenció per rebre-la correctament. No et fa caure, no et xoca contra la paret ni et deixa sense alè. És civilitzada."
En una revisió conjunta de Lianna i una altra pel·lícula de John Sayles, Baby It's You, Michael Sragow va comentar que Sayles té els seus punts forts, però és considerablement sobrevalorat, i va comparar ambdues pel·lícules desfavorablement amb la seva anterior Return of the Secaucus 7. Va explicar que Lianna és massa ideològicament decidida mentre no ofereix cap visió o perspectiva nova sobre el tema del lesbianisme. També va criticar els "muntatges audiovisuals realment vergonyosos", posant com a exemple l'escena d'amor lèsbic acompanyada pels sons de les dones xiuxiuejant en francès.
En revisar l'estrena de Lianna' en DVD, el crític de cinema Glenn Erickson la va qualificar d'"atrevida" i "sofisticada". Va trobar que el punt més fort de la pel·lícula és que en lloc de convertir-se en un "melodrama" d'escàndol, se centra en l'aïllament i l'autodescobriment de la protagonista. Segons la seva anàlisi, la pel·lícula "esquiva les declaracions de posició i posa èmfasi en els tocs íntims dels personatges. Lianna no ens demana que condemnem ni condonem res, sinó simplement que siguem comprensius i empàtics els uns amb els altres."
Els crítics Frederic i Mary Ann Brussat van escriure "El guió de John Sayles és alhora simpàtic i savi... Els espectadors segur que trobaran molt per assaborir en els enfrontaments morals i emocionals. Lianna reflexiona sobre l'amor, l'amistat i la camaraderia d'una manera fresca però poc espectacular. És una pel·lícula atractiva que val la pena experimentar."

### Reconeixements
La pel·lícula està reconeguda per l'American Film Institute en aquestes llistes:
- 2002: AFI's 100 Years...100 Passions – Nominada[7]